# Energia wodna

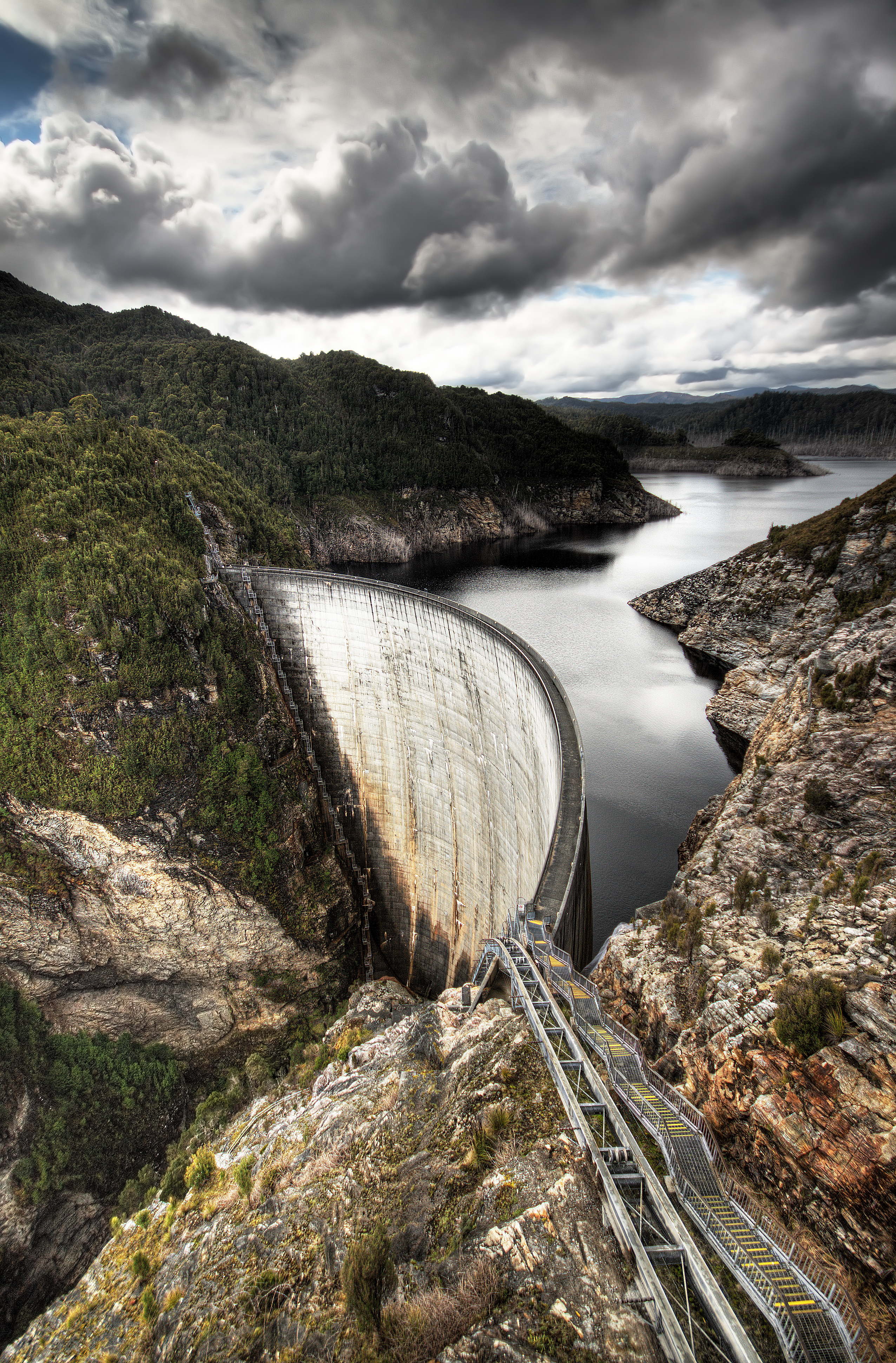
Zapora Gordon w Tasmanii umożliwia czerpanie 430 MW mocy z energii spadku wody

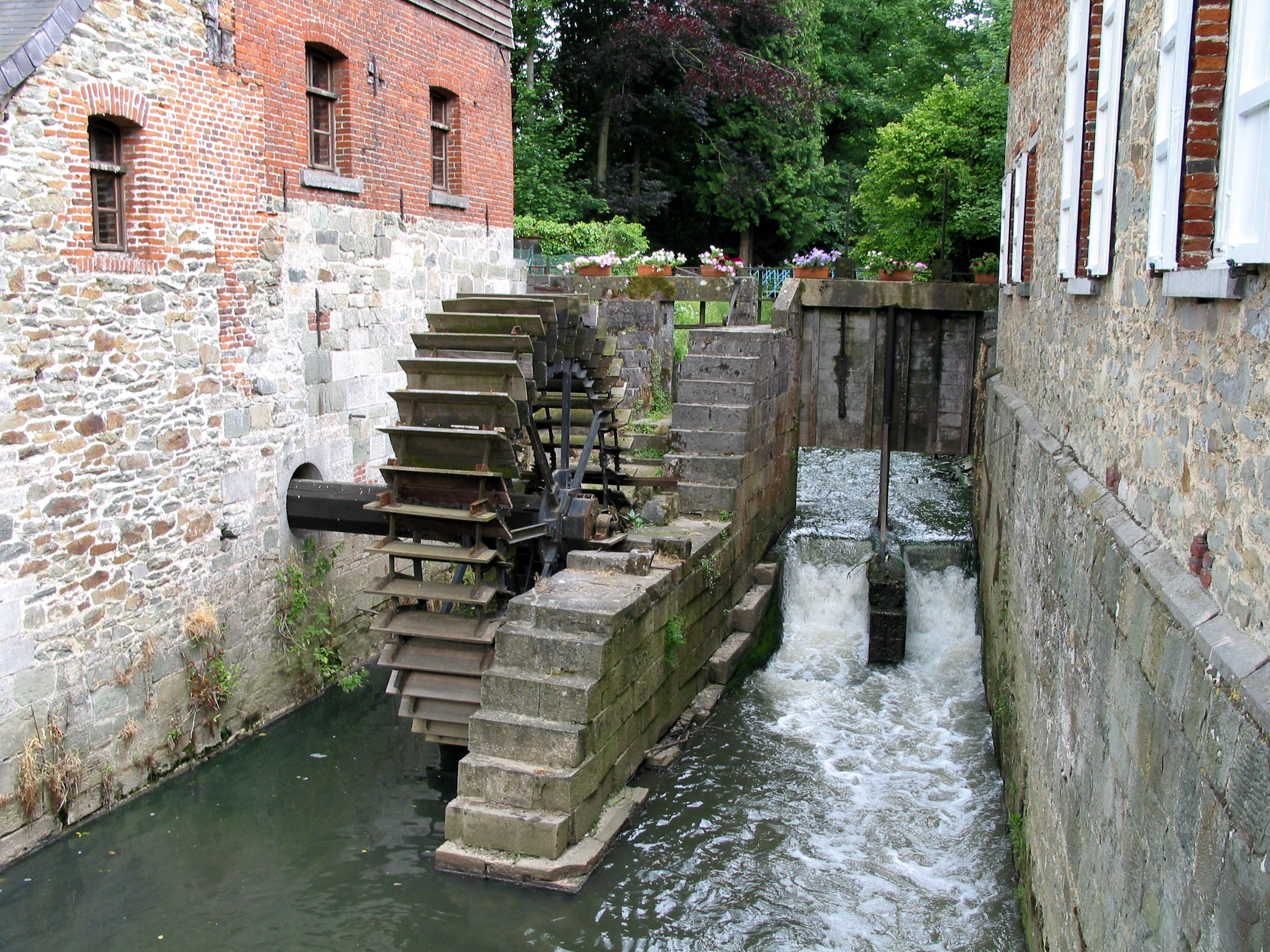
Historycznie energię spadku wody wykorzystywano m.in. w młynach wodnych, jak widoczny na zdjęciu młyn w Braine-le-Château w Belgii, wybudowany w XII wieku

Energia wodna (energia rzek) – wykorzystywana gospodarczo, energia mechaniczna płynącej wody. Współcześnie energię wodną zazwyczaj przetwarza się na energię elektryczną (hydroenergetyka, często oparta na spiętrzeniach uzyskanych dzięki zaporom wodnym). Można ją także wykorzystywać bezpośrednio do napędu maszyn – istnieje wiele rozwiązań, w których płynąca woda napędza turbinę lub koło wodne.
Przed wynalezieniem maszyn elektrycznych i upowszechnieniem elektroenergetyki energię wodną powszechnie wykorzystywano do napędu młynów, foluszów, kuźni, tartaków i innych zakładów przemysłowych. W latach 30. XIX wieku, w szczytowym okresie rozwoju transportu rzecznego, napęd wodny stosowano przy przemieszczaniu barek po pochylniach pomiędzy odcinkami kanałów na różnych poziomach (pochylnie takie zachowały się do dziś na Kanale Elbląskim).
Energia wodna może być znacznie tańsza od spalania paliw kopalnych czy energii jądrowej. Obszary bogate w energię wodną przyciągają przemysł niskimi cenami elektryczności. W niektórych krajach o wykorzystaniu energii wodnej zaczynają decydować względy ochrony środowiska, przeważając nad kalkulacją cen.

## Podstawy fizyczne
Źródło energii wodnej ocenia się według dostępnej mocy, to znaczy energii uzyskiwanej w jednostce czasu. Przy wykorzystaniu wody spadającej z pewnej wysokości dostępna moc wiąże się ze spadkiem hydraulicznym (wysokością, z jakiej spływa woda), przepływem (ilością wody spływającej w jednostce czasu) i zazwyczaj również z prędkością przepływu. W przypadku gdy woda spływa ze zbiornika (jezioro, spiętrzenie), spadkiem hydraulicznym jest różnica poziomów pomiędzy lustrem wody w zbiorniku górnym i wylotem turbiny, ponieważ ciśnienie hydrostatyczne u podstawy wynika wprost z wysokości słupa wody.
Energia potencjalna {\displaystyle E,} uwalniana podczas spadku ciała o masie {\displaystyle m} z wysokości {\displaystyle h} w polu grawitacyjnym o przyspieszeniu {\displaystyle g} wynosi
{\displaystyle E=mgh.}
Elektrownia wodna wykorzystuje energię uwalnianą podczas sterowanego spadku wody z ustalonej wysokości. Energia wyzwolona w ustalonym czasie {\displaystyle t} wynika więc z ilości spuszczonej w tym czasie wody:
{\displaystyle {\frac {E}{t}}={\frac {m}{t}}gh.}
Podstawiając symbol mocy {\displaystyle P} za {\displaystyle E/t} i wyrażając stosunek {\displaystyle m/t} przez natężenie przepływu i gęstość wody, dochodzimy to standardowej postaci tego wyrażenia:
{\displaystyle P=\rho Sgh,}
gdzie {\displaystyle S} oznacza natężenie przepływu, liczone jako objętość wody wypuszczanej w jednostce czasu, zaś {\displaystyle \rho } jest gęstością wody.
W układzie jednostek miar SI gęstość {\displaystyle \rho } wyraża się w {\displaystyle \mathrm {kg/m^{3}} ,} przepływ {\displaystyle S} w {\displaystyle \mathrm {m^{3}\!/s} ,} przyspieszenie {\displaystyle g} w {\displaystyle \mathrm {m/s^{2}} ,} wysokość {\displaystyle h} w metrach i moc {\displaystyle P} w watach.
Niektóre urządzenia, np. koło wodne podsiębierne, wykorzystują energię przepływającej wody, nie wymagając do działania dużego spadku wody. W tym przypadku wyzyskuje się energię kinetyczną przepływającej wody. Teoretycznie maksymalna moc takiego źródła wynosi:
{\displaystyle P={\frac {1}{2}}\rho Sv^{2},}
gdzie {\displaystyle v} oznacza prędkość wody. Taka wydajność jest w rzeczywistości nieosiągalna, gdyż odzyskanie całej energii kinetycznej wody oznaczałoby jej zatrzymanie. Faktycznie dostępna moc wynika więc ze stopnia spowolnienia wody przez koło (różnicy średniej prędkości {\displaystyle v} przepływu wody bezpośrednio przed i za kołem).
Koła wodne nasiębierne i śródsiębierne wykorzystują zarówno energię potencjalną i kinetyczną strumienia wody.